# Elecciones generales de Bonaire de 2019
Las elecciones generales tuvieron lugar en Bonaire el 20 de marzo de 2019.

## Resultados
| Partido                             | Votos | %   | Escaños | +/– |
| ----------------------------------- | ----- | --- | ------- | --- |
| Partido Democrático de Bonaire      |       |     |         |     |
| Unión Patriótica de Bonaire         |       |     |         |     |
| ERA Nobo                            |       |     |         |     |
| Frente Sosial Progresivo            |       |     |         |     |
| Lijst Rafael Santana                |       |     |         |     |
| Movimiento del Pueblo de Bonaire    |       |     |         |     |
| Unión pa Pueblo                     |       |     |         |     |
| Votos en blanco/nulos               |       | –   | –       | –   |
| Total                               |       | 100 | 9       | 0   |
| Electores registrados/participación |       |     | –       | –   |
| Fuente: Koninkrijks Relaties        |       |     |         |     |